# 土田家住宅
土田家住宅（つちだけじゅうたく）は、秋田県由利本荘市矢島町にある古民家。江戸時代、17世紀に建てられた当時の農家の住宅（民家）である。1973年（昭和48年）2月23日に国の重要文化財（建造物）に指定された。

## 概要
土田家は木曽義仲の臣、根井行親を祖とすると伝える旧家である。本住宅の建築年代は不明だが、延宝6年（1678年）に没した初代が建てたと伝わり、構造技法からも17世紀の建築とみられる。後世の民家のように差物（せいの高い鴨居）を用いず、クリ材の柱が一間ごとに立つ。
東側に山一つ隔てた羽後町に、形式の似た鈴木家住宅がある。土田家住宅は、鈴木家住宅と共に秋田県下の民家では最古の部類に属する貴重な遺例である。
茅葺屋根の主屋は江戸時代、17世紀後半の建物で、昭和59年7月から1年半にわたり解体修理が行われ、当初の古材を再用し、17世紀後半頃に近い姿に復元された。

## 構造形式
- 桁行19.7m、梁間10.6m　/ 中門 桁行1.7m、梁間6.6m
- 寄棟造、茅葺

住宅は正面向かって右手約3分の1を土間、残り3分の2を床上部とする。床上部は整形四間取りで、土間寄りの正面側をチャノマ、裏をウチザ、上手の正面側をシモザシキ、裏をカミザシキとする。
解体修理の結果、シモザシキの手前には座敷中門が突出していたことが判明した。座敷中門は3間の長さに突出していたが、復元のために資料が少ないため、1間分の形式復元にとどめられている。秋田県地方では、江戸時代後期には本屋から馬屋中門と座敷中門を突出させた両中門造の民家が建てられたが、土田家住宅は座敷中門のみを有する稀有な例である。馬屋中門の発生以前に、座敷中門のみを有する形式が先行していたことが判明した点で、本住宅は学術的に貴重なものである。

## 見学情報
- 所在地

〒015-0417 秋田県由利本荘市矢島町元町字相庭館9番地
- 見学

毎週 火、木、日曜日午前９時～午後４時
見学料/ 高校生以上・・・200円

## アクセス
- 鉄道　由利高原鉄道矢島駅下車 徒歩20分(タクシー5分)
- バス　羽後交通　本荘～笹子線 新町交差点下車徒歩10分
- 自家用車　由利本荘市内より30分